# Jørgen Matthias Christian Schiødte

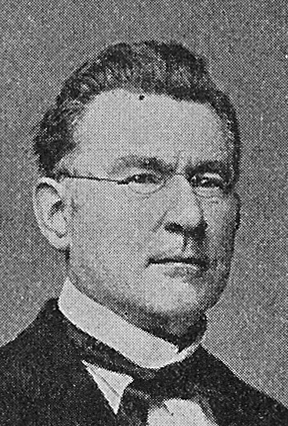
Jørgen Matthias Christian Schiødte (1903)

Jørgen Matthias Christian Schiødte  (* 20. April 1815 in Kopenhagen; † 22. April 1884 ebenda) war ein dänischer Zoologe und Professor an der Universität Kopenhagen.

## Leben
Schiødte, der Sohn eines Kapitäns, studierte Medizin in Kopenhagen, musste das aber aus finanziellen Gründen aufgeben. Er befasste sich mit Entomologie und lernte dabei Jonas Collins kennen, der seine erste Veröffentlichung 1841 ermöglichte, eine große Monographie über Käfer. Das verschaffte ihm Ansehen als Entomologe und er wurde am Zoologischen Museum angestellt. Als 1845 Japetus Steenstrup Professor für Zoologie in Kopenhagen und 1848 auch sein Vorgesetzter als Direktor des Museums wurde, kam es zu Spannungen, da Schiødte ihn und seine Arbeitsmethoden für ungeeignet hielt und meinte, der ältere verdiente Zoologe Henrik Nikolai Krøyer (1799–1870) sei dabei übergangen worden. Es kam zu einem langjährigen Streit, der die dänischen Zoologen entzweite. Am Ende gelang es Steenstrup 1849, Krøyer die staatliche Unterstützung für dessen Naturhistorisk Tidskrift zu entziehen. Erst 1861 konnte sie – vor allem auf Betreiben von Schiødte – wieder erscheinen und er war nach dem Tod von Krøyer dessen Herausgeber. 1863 wurde Schiødte Professor für Zoologie an der Landbauhochschule. Auch am Zoologischen Museum konnte er sich gegen Steenstrup durchsetzen und wurde wie er, Inspektor mit eigener Abteilung.
Mitte der 1840er Jahre sammelte er in Südeuropa zahlreiche Bodeninsekten, die er mit einem Sieb aus dem Boden trennte. Auf der Reise wurde er auch zum Pionier der zoologischen Beschreibung der speziellen Anpassung von Höhlenfauna in den Höhlen von Postojna. Aufgrund dieser Untersuchungen wurde er auch in Charles Darwins Origin of Species (1859, S. 138) zitiert. 1849 beschrieb er mit Liphistius desultor die erste Art der als urtümlich geltenden Gliederspinnen (Mesothelae). Er befasste sich auch mit Crustaceen. 1847 beschrieb er erstmals Höhlenflohkrebse.
1860 wurde er Ritter des Danebrogordens. Er war Mitglied der Königlich Dänischen Akademie der Wissenschaften.

## Schriften
- Genera og species af Danmarks Eleuthera, 1841
- De metamorphosi Eleutheratorum observationes, Naturhistorisk Tidskrift
- Ichneumonidarum ad faunam Daniæ pertinentium genera et species novæ, Paris 1861 bis 1872, Biodiversity Library
- Specimen faunæ subterraneæ, 1849,
- Corotoca og Spirachtha, 1856,
- Krebsdyrenes Sugemund, 1866 bis 1875